# Тихий человек
«Тихий человек» (англ. The Quiet Man) — романтическая комедия американского режиссёра Джона Форда (1952), действие которой происходит на западном побережье Ирландии. По характеристике М. Трофименкова, «самое обаятельное объяснение в любви к „зелёному острову“ в мировой культуре».

## Сюжет
Бывший боксёр-тяжеловес Шон Торнтон переезжает из Питтсбурга в родную Ирландию, чтобы возродить семейную ферму в деревне Иннисфри. Там он влюбляется в Мэри Кейт Данахер и затевает классическое «укрощение строптивой», которое при содействии местных жителей заканчивается свадьбой.
Брат невесты, вздорный землевладелец Уилл Данахер, будучи разозлён тем, что Шон перекупил у него землю Торнтонов, граничащую с его землёй, отказывается выдать сестре её приданое. Шону, незнакомому с ирландскими обычаями, нет дела до приданого, но для Мэри Кейт оно символизирует независимость.
Азартные сельские жители с нетерпением ожидают, что Торнтон по традиции вызовет шурина на поединок. Им невдомёк, что «тихий человек» завязал с боями после того, как нокаутом убил на ринге своего противника. Мэри отказывается провести первую брачную ночь с любимым человеком, которого презирает за трусость.
Семейные неурядицы молодожёнов способен оставить в прошлом только кулачный поединок — самый длинный в истории кино.

## В ролях
- Джон Уэйн — Шон Торнтон[3]
- Морин О’Хара — Мэри Кейт Данахер
- Барри Фицджеральд — Микалин Ог Флинн
- Виктор Маклаглен — Уилл Данахер
- Уорд Бонд — отец Питер Лонерган
- Милдред Нэтвик — вдова Сара Тиллейн
- Фрэнсис Форд — Дэн Тобин
- Артур Шилдс — преподобный Сирил Плейфер
- Эйлин Кроу — миссис Элизабет Плейфер

В «Тихом человеке» были задействованы актёры из дублинского театра Аббатства, в массовке участвовали сельские жители. Главную женскую роль сыграла огненновласая ирландка Морин О’Хара — партнёрша Джона Уэйна по многим вестернам. Роль её брата исполнил ветеран Виктор Маклаглен — в прошлом чемпион британской армии по боксу.

## Работа над фильмом
Сценарий написан по рассказу Мориса Уолша, опубликованному в 1933 году в газете Saturday Evening Post. Через три года Форд купил права на экранизацию за $10. В 1944 году Форд, Уэйн и О’Хара договорились вместе сделать фильм на близкую им всем ирландскую тему, однако большие студии проектом заинтересовать не удалось.
В конце 1940-х Уэйн, у которого был заключён контракт с небольшой частной студией Republic Pictures, обратился к её главе Герберту Дж. Йейтсу. Йейтс считал сценарий глуповатой ирландской сказкой, не сулящей никакой выгоды, но согласился финансировать фильм при условии, что Форд поставит вестерн с Уэйном и О’Харой — верный источник дохода, который покроет убытки, ожидавшиеся от «Тихого человека». Все были согласны, и после окончания работы над вестерном «Рио-Гранде» группа отправилась на съёмки в Ирландию, в местечко Конг.

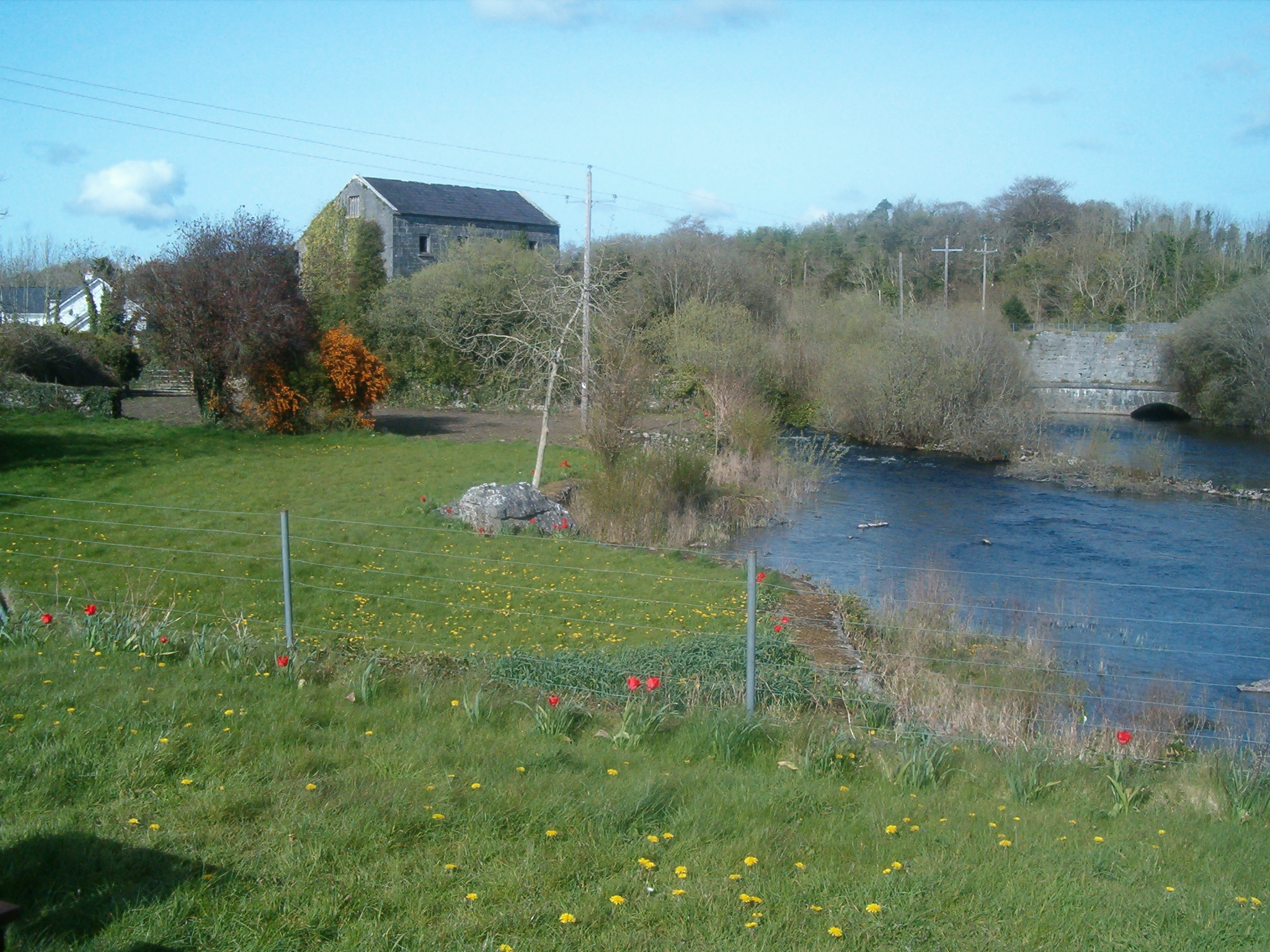
Фильм привлёк в местечко Конг немало туристов из Америки; владелец местного паба до сих пор каждый день показывает его для приезжих.

Создатели фильма тщательно отбирали пейзажи, на фоне которых развёртывается действие, с тем чтобы представить Ирландию зелёной идиллией. Известный поборник традиционных ценностей, Джон Форд нарисовал мифологизированный образ страны предков, где католики живут в мире с протестантами. Это один из немногих голливудских фильмов, в которых можно услышать ирландскую речь.
Студия поставила Форду условие, чтобы продолжительность фильма не превышала двух часов. Завершённый фильм длился 2 часа 9 минут. Во время показа для руководства студии Форд остановил кинопроектор приблизительно через два часа после начала — в разгаре финальной драки Торнтона с Данахером; студия уступила. Премьера «Тихого человека» состоялась 21 июля 1952 года.
Композитор Виктор Янг наполнил фильм традиционными ирландскими мелодиями и песнопениями. В 1961 году на Бродвее состоялась премьера мюзикла «Donnybrook!» (англ.), который основан на сюжетной канве «Тихого человека».

## Награды и номинации
- 1952 — приз Пасинетти, Международный приз и Приз католической киноорганизации на Венецианском кинофестивале.
- 1952 — премия Национального совета кинокритиков США за лучший фильм.
- 1953 — две премии «Оскар»: лучшая режиссура (Джон Форд), лучшая операторская работа в цветном фильме (Уинтон Хох, Арчи Стаут). Кроме того, лента была номинирована ещё в 5 категориях: лучший фильм (Джон Форд, Мериан Купер), лучший сценарий (Фрэнк Ньюджент), лучшая мужская роль второго плана (Виктор Маклаглен), лучшая работа художника-постановщика/декоратора (Фрэнк Хоталинг, Джон Маккарти-младший, Чарльз С. Томпсон), лучшая запись звука (Дэниел Дж. Блумберг).
- 1953 — две номинации на премию «Золотой глобус»: лучшая режиссура (Джон Форд), лучшая музыка (Виктор Янг).
- 1953 — премия Гильдии режиссёров США за лучшую режиссуру художественного фильма (Джон Форд).
- 1953 — премия Гильдии сценаристов США за лучшую американскую комедию (Фрэнк Ньюджент).
- 2013 — включение в Национальный реестр фильмов.